# Culex delpontei
Culex delpontei är en tvåvingeart som beskrevs av Duret 1969. Culex delpontei ingår i släktet Culex och familjen stickmyggor. Inga underarter finns listade i Catalogue of Life.